# George Milburn
George William Milburn, född 24 juni 1910 i  Ashington, England, död 1980 i Chesterfield, var en engelsk professionell fotbollsspelare. Milburn spelade 166 matcher, 157 ligamatcher och 9 FA-cupmatcher och gjorde 1 ligamål för Leeds United mellan 1928 och 1937 samt under krigsuppehållet 1943-1944, och flyttade sedan till Chesterfield FC där han spelade 105 matcher och gjorde 16 mål. I Chesterfield var han ordinarie straffläggare och han är en av de få spelare i ligahistorien som har gjort ett hattrick i straffar vilket han gjorde mot Sheffield Wednesday FC den 7 juni 1947. 
George Milburn var en av medlemmarna i den beryktade fotbollsfamiljen Milburn. Hans kusin Jackie spelade i Newcastle United och Englands herrlandslag i fotboll. Övriga medlemmar ur familjen inkluderar bröderna Jack (Leeds United och Bradford City), Jim (Leeds United och Bradford Park Avenue) och Stan (Chesterfield, Leicester City och Rochdale).